# Anund Uppsale
Anund Uppsale (n. 792) o Anoundus o Anwynd de Upsala (nórdico antiguo: Önundr Uppsali) reinó sobre Suecia junto a su hermano Björn de Birka en diarquía, según Rimberto, Adán de Bremen y la saga Hervarar. Su apodo Uppsale se debe a su estancia en Gamla Uppsala, un importante enclave religioso pagano en la Era vikinga. Anund pertenecía a la dinastía de casa de Munsö.

Los hijos de Björn Ragnarsson fueron Erik y Refil. El último un príncipe guerrero y rey del mar. El rey Erik gobernó el reino de Suecia después de su padre, pero vivió poco tiempo. Entonces Erik Refilsson, hijo de Refil, heredó el reino. Fue un gran guerrero y un rey muy poderoso. Los hijos de Eric Björnsson fueron Anund Uppsale y Björn. Entonces el reino sueco volvió a estar dividido entre dos hermanos. Ellos heredaron el reino a la muerte de Erik Refilsson. El rey Björn construyó una casa llamada 'Montículo', y se hizo llamar "Björn en el Montículo". El escaldo Bragi Boddason estuvo con él. El rey Anund tuvo un hijo llamado Erik Anundsson, y sucedió a su padre en el trono de Upsala. Fue un rey poderoso. En sus días Harald Cabellos Hermosos se erigió rey en Noruega. Fue el primero en unir todo el país bajo su poder.
Hervarar saga ok Heiðreks

Rimberto comenta que Anoundus y su hermano Björn, sucedieron al rey Erik y que Anund fue expulsado de su reino, pero se desconoce el motivo. En algún momento de la década de 840, Anund regresa a Suecia con una horda de 21 drakkars daneses y 11 propios que le acompañan, pues prometió a sus mercenarios grandes riquezas en los pillajes y aprovechó que su hermano estaba lejos. Anund exigió cien marcos de plata como danegeld y se le concedió. Los daneses se sintieron engañados y prepararon un ataque sorpresa sobre Birka, pero Anound intentó desviar su atención echando a suertes el futuro de Birka (posiblemente con runas) y dejando en manos de los dioses Aesir la destrucción de la ciudad, resultando que Birka traería mala suerte a los daneses. Los daneses entonces preguntaron donde debían hacer su incursión, y la respuesta fue a una ciudad eslava. Los mercenarios dejaron en paz Birka y regresaron de sus pillajes eslavos con un rico botín.
Anund se reconcilió con su pueblo y su hijo Erik Anundsson se sucedió en el trono.